# 赫拉巴冰原島峰

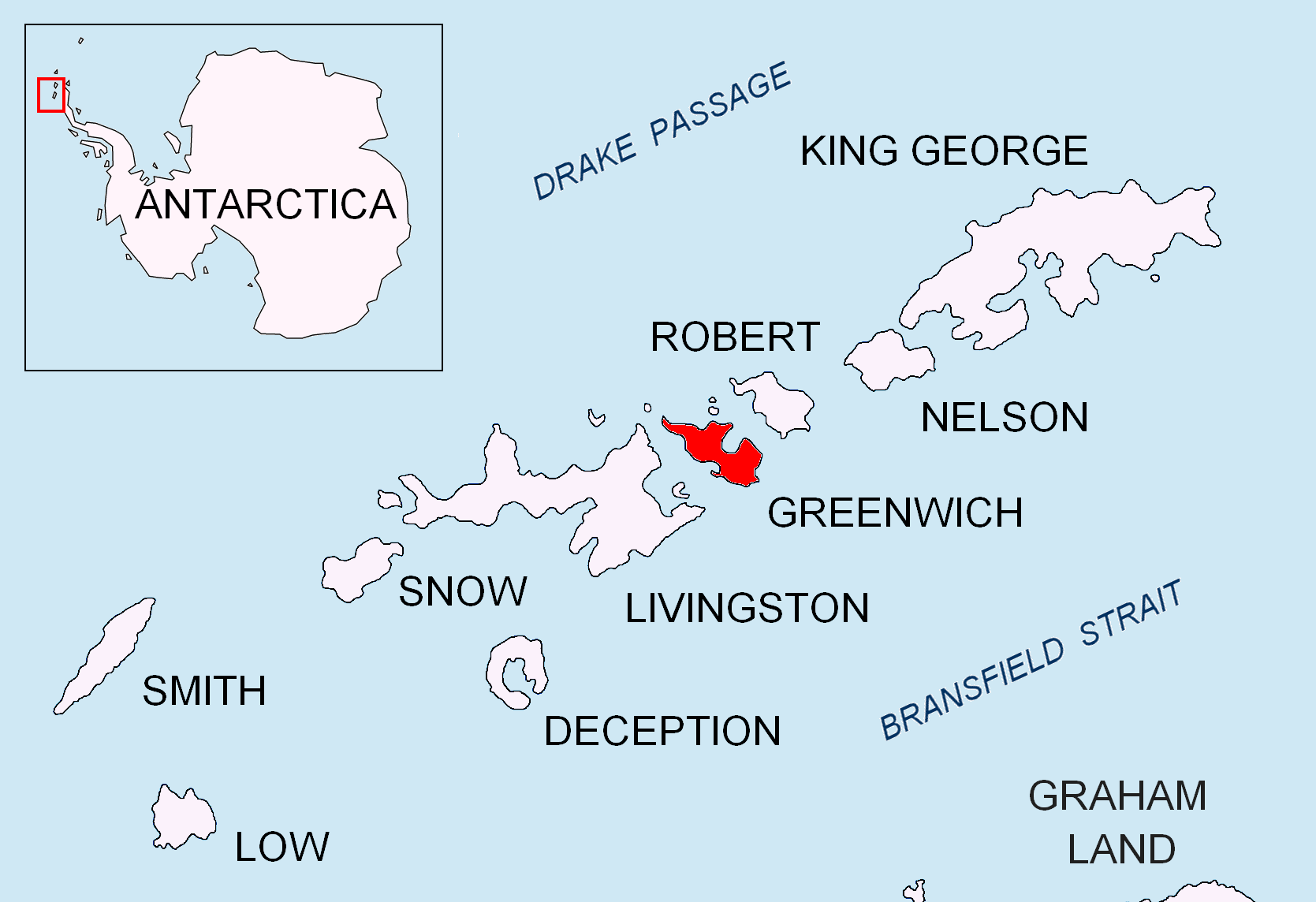

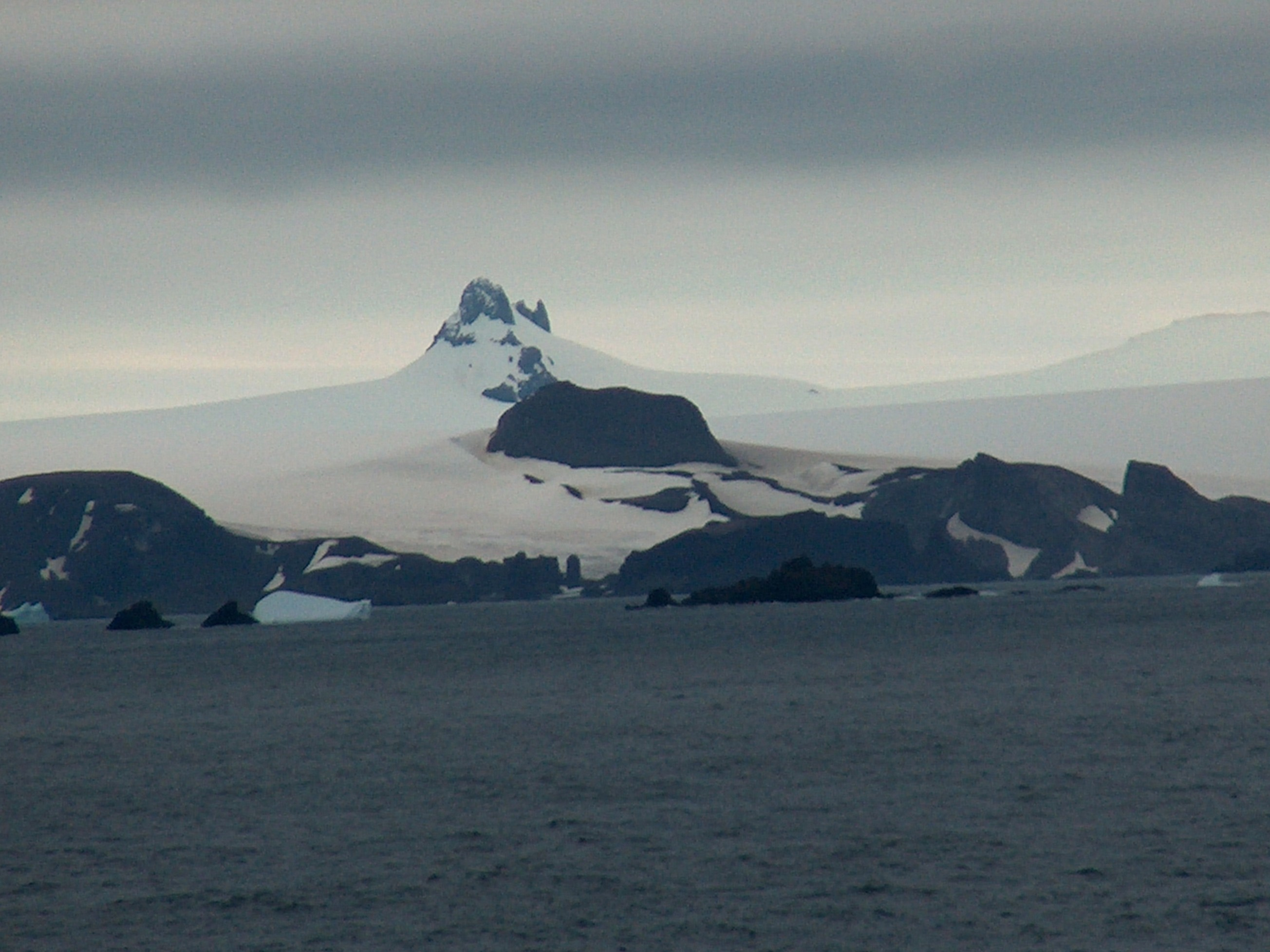

赫拉巴冰原島峰（英語：Hrabar Nunatak）是南極洲的冰原島峰，位於南設得蘭群島中格林尼治島北部，海拔高度160米，處於格雷夫斯峰以東1.5公里、克魯奇峰以西1.2公里、帕夫利凱尼角以南1.15公里、塞索布勒普提斯冰原島峰以北3.9公里。

## 外部連結
- Composite Antarctic Gazetteer （页面存档备份，存于）.

62°27′10.5″S 59°57′38″W / 62.452917°S 59.96056°W